# Margot Scheufele-Osenberg
Margot Scheufele-Osenberg (geborene Osenberg; * 1913; † 2005) war eine deutsche Atemtherapeutin und schuf ein Grundlagenwerk der Atemtechnik, das inzwischen in der 4. Auflage als Studienbuch erschienen ist. Zudem agierte sie zeitweise als Schauspielerin mit zusätzlichem Klavier- und Gesangsstudium.

## Leben
Nach die 17-jährige Margot Osenberg das Lyzeum abgeschlossen hatte, holte die Theaterleiterin Louise Dumont sie ans Düsseldorfer Schauspielhaus. Neben ihrer Tätigkeit am Schauspielhaus studierte sie zweieinhalb Jahre an der Hochschule für Bühnenkunst von Dumont-Lindemann.
Anschließend war sie bis 1941 als Charakterdarstellerin mit Wechsel zum klassischen Fach an mehreren Bühnen in Deutschland tätig. 1942 heiratete sie und bekam drei Kinder. Mehrfache Angebote nach dem Krieg, wieder in ihrem Beruf zu arbeiten, schlug sie aus; sie wolle sich erst einmal finden.
Sie absolvierte anderthalb Jahre Ausbildung und Praktikum an der Wörishofener Atemschule und anderthalb Jahre Ausbildung und Praktikum in der „Funktionellen Atmungstherapie“ bei Julius Parow in den Sanatorien Friedenweiler. Zwischenzeitlich bildete sie sich weiter bei Grantly Dick-Read in Vorbereitung auf Entbindung und in der Lamaze-Methode in Paris.
1958 erfolgte die Gründung der „Atemschule“ in Düsseldorf. Ab 1961 wendete sie sich wieder mehr den Kranken zu, unter anderem mit der „Funktionellen Atmungstherapie“  bei Asthma und Emphysem.
1988 folgte die Eröffnung des „Düsseldorfer Atemhauses“, in dem sie als Gäste auch Schulen anderer Atemrichtungen beherbergte und auf Wunsch ihres verstorbenen Lehrmeisters Julius Parow ein Lehrinstitut für Weiterbildung in der „Funktionellen Atmungstherapie“ gründete. Zunächst lag der erste Arbeitsschwerpunkt im Bereich Asthma und Emphysem, später wurde zum Hauptinhalt ihrer Arbeit die „Atemgrundschulung“ für Sänger, Instrumentalisten und Sprecher. Seit 1993 hielt sie dann Lehrvorträge an verschiedenen Musikhochschulen und Musikschulen. Ab 1994 wurde sie als Lehrbeauftragte an die Folkwang-Hochschule in Essen für das Fach „Atemtechnik“ berufen.
Auch andere Fachschulen verlangten ihre praktische und theoretische Unterstützung, und so erhielt sie Lehraufträge an den Musikhochschulen Freiburg, Trossingen und Basel, an der Akademie für Tonkunst in Darmstadt und an der Musikschule Leverkusen.

## Wirkung
Pierre W. Feit, Professor für Oboe an der Folkwang-Hochschule in Essen, schreibt im Vorwort zu ihrem Grundlagenwerk "Atemgrundschulung" unter anderem:

„Erschreckend offenbarte sich der Mangel im Wissen um Grundlagen körperlicher und atemtechnischer Zusammenhänge, der nachhaltig deutlich machte, wie sehr das Fach „Grundschulung in Atemtechnik“ als „Pflichtfach“ an Musikhochschulen fehlt. Das hier nun vorliegende Buch...ist ein Wegweiser für jeden Suchenden.“

Pierre W. Feit veranlasste daraufhin in seiner Eigenschaft als Dekan auch, dass in Essen als erster deutscher Musikhochschule das System der Grundschulung nach Parow und Scheufele-Osenberg in Atemtechnik für Instrumentalpädagogen im Spezialgebiet „Bläser“ 1993 eingeführt wurde.

## Veröffentlichungen
- Atemschulung für seelisches und körperliches Gleichgewicht. Econ, Düsseldorf und Wien 1987, 4 Auflagen, ISBN 3-612-20223-5.
- Atemgrundschulung für Sänger, Instrumentalisten und Schauspieler. Osenberg, Düsseldorf 1996.
- Die Atemschule. Übungsprogramm für Sänger, Instrumentalisten und Sprecher. Schott, Mainz 1998, Reihe: Studienbuch Musik, ISBN 3-7957-8705-X (in 4. Auflage, überarbeitet und ergänzt von Ruth Brüne).